# Debos
Debos (Debus) ist ein osttimoresischer Suco im Verwaltungsamt Suai (Gemeinde Cova Lima).

## Geographie
Vor der Gebietsreform 2015 hatte Debos eine Fläche von 67,34 km². Nun sind es 44,32 km². Der Suco liegt im Südwesten des Verwaltungsamts Suai. Ihm wurden 2004 auch die Sucos Laconac und Vila angegliedert. Südöstlich von Debos befindet sich der Suco Suai Loro und östlich Camenaça. Im Norden grenzt Debos an das Verwaltungsamt Maucatar mit seinen Sucos Matai und Ogues, im Westen an das Verwaltungsamt Fohorem mit dem Suco Fohoren und im Süden an das Verwaltungsamt Tilomar mit den Sucos Lalawa, Maudemo und Casabauc. Die Grenze zu Tilomar und Fohorem bildet der Fluss Tafara, beziehungsweise im Norden sein Nebenfluss, der Asaematen. Der Karautun, ein Quellfluss des Camenaça folgt der Grenze zu Matai und teilweise zu Ogues.
Suai, die Hauptstadt Cova Limas und des gleichnamigen Verwaltungsamts, liegt im Osten des Sucos. Sie besteht aus einer Ansammlung mehrerer kleiner Ortschaften, die eine geschlossene Siedlung bilden. Zu ihnen gehören Ahinarai (Ahi Na Rai), Asumaten (deutsch toter Hund), Bonuc und Orun. Hier trifft aus Norden kommend die Überlandstraße nach Dili, Aileu und Ainaro auf die südliche Küstenstraße, die nach Osten und Westen weiterführt. An ihren westlichen Arm liegen im Suco die Dörfer Serankotek, Busakukua, Busacucun (Busa Cucum), Laconac Babu (Laconac Babu, Lakonalbabu) und Fatukoan. Schließlich verlässt die Straße den Suco über eine Brücke über den Tafara. Südlich liegen in Nähe der Straße die Ortschaften Talioan und Laconac Besic (Lakonakbesik). Weitere Orte im Suco sind im Norden Lookeu (Laukeu) und im Westen Kulit. Das Siedlungszentrum Suai verfügt über zwei Vorschulen, zwei Grundschulen (darunter die Escola Primaria Catolica Ave Maria Suai), zwei vorbereitenden Schulen für die Sekundärstufe, eine Sekundarschule, einen ausgebauten Hubschrauberlandeplatz, ein Krankenhaus, ein kommunales Gesundheitszentrum und eine Polizeistation. Der Flughafen von Suai liegt im Suco Suai Loro. Weitere Grundschule gibt es in Talioan, Busacucun und Laconac Babu, vorbereitende Schulen zur Sekundärstufe in Talioan und Busacucun. Die Ave-Maria-Kirche von Suai wurde erst nach der Unabhängigkeit fertiggestellt.
Im Suco befinden sich die neun Aldeias Ahinarai, Asumaten (im Siedlungszentrum Suai), Asurai (deutsch Hundeland), Busacucun, Laconac Babu, Laconac Besic, Lo'oque, Lontale und Tabacolot.

## Einwohner

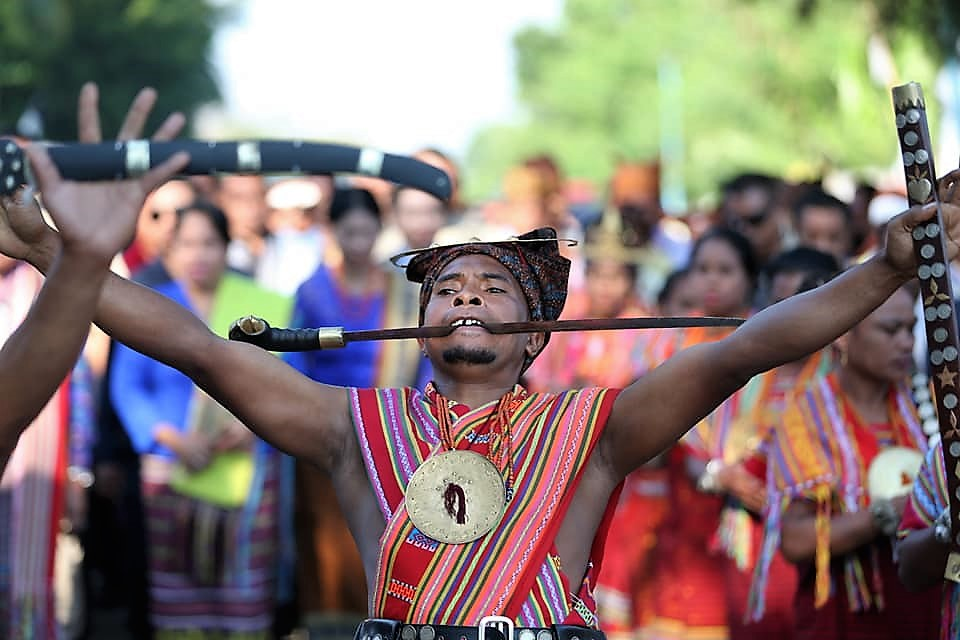
Tänzer mit einem Surik in Suai (2019)

Im Suco leben 10.867 Einwohner (2022), davon sind 5.518 Männer und 5.349 Frauen. 10.025 von ihnen wohnen in einer urbanen Umgebung, 842 im ländlichen Teil des Sucos. Im Suco gibt es 2.087 Haushalte. Über 55 % der Einwohner geben Bunak als ihre Muttersprache an. Über 35 % sprechen Tetum Terik, über 10 % Tetum Prasa und eine kleine Minderheit Kemak.

## Geschichte

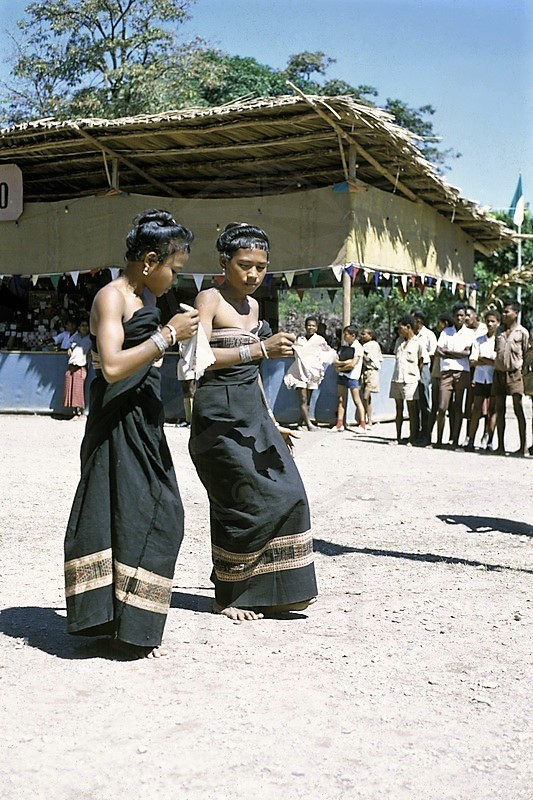
Begrüßungstanz in Suai (1968)

Von der vorkolonialen Geschichte Timors gibt es nur mündliche Überlieferungen, da die Völker der Insel keine Schrift verwendeten. Ursprünglich beherrschten demnach fünf Königreiche die Kernregion der Gemeinde: Camenaça (Kamenasa), Suai, Maucatar, Taroman und Fohorem. Fohorem dominierte die anderen Reiche durch Diplomatie, Heiratspolitik und Eroberungszüge gegen andere Reiche der Region. Nachdem der Liurai von Fohorem sich die Oberhoheit über die Region gesichert hatte, übergab er jeder seiner fünf Töchter ein eigenes Königreich als Lehen. Diese leisteten im Gegenzug Tribut in Form von land- und forstwirtschaftlichen Produkten. Eine andere Quelle gibt an, dass sich zunächst die drei Reiche Fatumean, Lookeu und Dakolo zur Koalition Uma Tolu (Drei Häuser) zusammenschlossen. Erst nach einem Krieg gegen die Portugiesen kamen die Reiche Sisi und Maudemi dazu und es entstand Koba Lima. Durch Verballhornung wurde aus „Koba“ später „Cova“. Wegen der kolonialen Grenzziehung, mit dem Vertrag von Lissabon zwischen den Niederlanden und Portugal, kamen Sisi, Maudemi und die Hälfte Lookeus zum heute indonesischen Westtimor, während der Rest von Lookeu, Fatumean und Dakolo portugiesisch blieben. Noch heute bestehen Bindungen über die Grenze hinweg.
Ab 1975 besetzte Indonesien Osttimor, das sich gerade erst für unabhängig erklärt hatte. Es folgte ein Guerillakrieg gegen die Besetzer. Die Serious Crimes Unit der UNTAET berichtete, dass es in Suai während der indonesischen Besatzungszeit (1975–1999) so genannte Rape Houses existierten. 1999 wurde ein Referendum abgehalten, in dem sich die überwältigende Mehrheit der Osttimoresen sich für die Unabhängigkeit von Indonesien aussprach. Folge waren massive Gewaltausbrüche pro-indonesischer Milizen, auch in Cova Lima. Einer der landesweit schlimmsten Vorfälle war das Kirchenmassaker von Suai, bei dem die Laksaur-Miliz und das indonesische Militär bis zu 200 Menschen ermordeten.

## Politik
Bei den Wahlen von 2004/2005 wurde Agostinho da Silva zum Chefe de Suco gewählt und 2009 und 2016 in seinem Amt bestätigt.